# Christopher Kovacevich

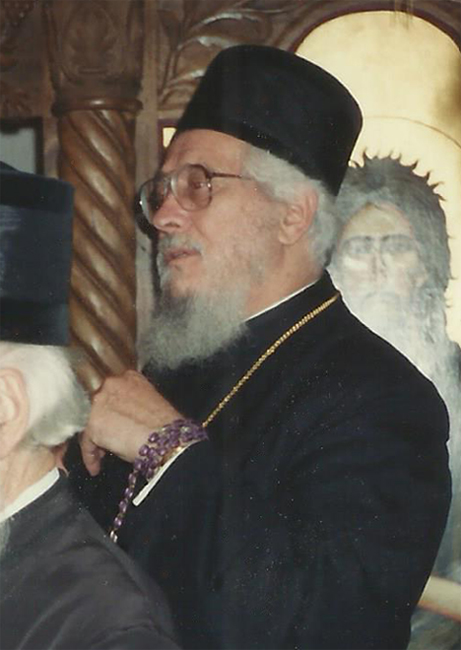
Christopher Kovacevich

Christopher (Kovacevich) (* als Velimir Kovacevich am 25. Dezember 1928 in Galveston, Texas; † 18. August 2010 in Libertyville, Illinois) war serbisch-orthodoxer Metropolit von Libertyville und Chicago sowie Primas der Serbisch-Orthodoxen Kirche in den Vereinigten Staaten.